# Torneo de Saint-Malo 2022
El L'Open 35 de Saint-Malo 2022 fue un torneo de tenis profesional jugado en canchas tierra batida. Se trató de la 27 edición del torneo. Se llevó a cabo en Saint-Malo, Francia, entre el 2 de mayo al 8 de mayo de 2022.

## Cabezas de serie

### Individuales
| Tenista             | Ranking | Preclasificada |
| Madison Brengle     | 54      | 1              |
| Magda Linette       | 56      | 2              |
| Mayar Sherif        | 61      | 3              |
| Beatriz Haddad Maia | 64      | 4              |
| Maryna Zanevska     | 70      | 5              |
| Anna Kalinskaya     | 75      | 6              |
| Claire Liu          | 86      | 7              |
| Magdalena Fręch     | 88      | 8              |

- Ranking del 25 de abril de 2022

### Dobles
| Tenista                              | Ranking | Preclasificada |
| Magda Linette Bernarda Pera          | 67      | 1              |
| Eri Hozumi Makoto Ninomiya           | 93      | 2              |
| Kaitlyn Christian LaLidziya Marozava | 134     | 3              |
| Miyu Kato Sabrina Santamaria         | 143     | 4              |
| Beatriz Haddad Maia Mayar Sherif     | 157     | 5              |

## Campeonas

### Individuales femeninos
Beatriz Haddad Maia venció a  Anna Blinkova por 7–6(3), 6–3

### Dobles femenino
Eri Hozumi /  Makoto Ninomiya vencieron a  Estelle Cascino /  Jessika Ponchet por 7–6(1), 6–1